# یواس‌اس هاوایی (سی‌بی-۳)
یواس‌اس هاوایی (سی‌بی-۳) (به انگلیسی: USS Hawaii (CB-3)) یک کشتی بود که طول آن ۸۰۸ فوت ۶ اینچ (۲۴۶٫۴ متر) بود. این کشتی در سال ۱۹۴۵ ساخته شد.